# Ordine dell'Aquila tedesca
L'Ordine dell'Aquila Tedesca (in tedesco: Verdienstorden vom Deutschen Adler) fu un ordine cavalleresco della Germania nazista.

## Storia
L'Ordine venne istituito il 1º maggio 1937 da Adolf Hitler. Cessò di essere concesso con il crollo del nazismo, alla fine della seconda guerra mondiale, veniva concesso in prevalenza a diplomatici o personalità straniere considerati simpatizzanti del nazismo e come tali meritevoli di onore.

## Insegne e gradi
L'insegna dell'ordine consisteva in una croce maltese avente su ciascun angolo delle braccia una svastica sovrastata dall'aquila tedesca. Per la classe militare l'ordine poteva essere completato dall'aggiunta di due spade incrociate sul retro. Il nastro dell'ordine era rosso con una striscia bianca, nera e bianca su ciascun lato.
Dal 1937 al 1943 l'ordine presentava sei classi di merito:
1. Cavaliere di Gran Croce
2. Cavaliere con Stella
3. Cavaliere di I Classe
4. Cavaliere di II Classe
5. Cavaliere di III Classe
6. Medaglia di Merito

In questo periodo venne realizzata anche una croce di Cavaliere di Gran Croce in oro con diamanti che venne concessa solamente a Benito Mussolini il 25 settembre 1937.
Il 27 dicembre 1943 l'Ordine venne riorganizzato in nove classi di benemerenza:
1. Cavaliere di Gran Croce in oro
2. Cavaliere di Gran Croce
3. Cavaliere di I Classe
4. Cavaliere di II Classe
5. Cavaliere di III Classe
6. Cavaliere di IV Classe
7. Cavaliere di V Classe
8. Medaglia di Merito in argento
9. Medaglia di Merito in bronzo

## Insigniti notabili
Gran Croce in oro e diamanti
- Benito Mussolini

Gran Croce
- Ion Antonescu, comandante in capo alle forze rumene
- Hideki Tojo, primo ministro giapponese
- Re Boris III di Bulgaria
- Galeazzo Ciano, Conte di Cortelazzo
- Francisco Franco, generale e dittatore spagnolo
- Dr. Wilhelm Frick, Reichsminister
- Heinrich Himmler, Reichsführer
- Miklós Horthy, ammiraglio e reggente d'Ungheria
- Barone Carl Gustaf Emil Mannerheim, feldmaresciallo e comandante in capo delle forze finlandesi[3]
- Generale Hiroshi Oshima, ambasciatore giapponese
- Risto Ryti, presidente della Finlandia[4]
- Konstantin von Neurath, ministro degli esteri del Reich
- Joachim von Ribbentrop, ministro degli esteri del Reich
- Jozef Tiso, presidente della Slovacchia 1939-1945 (decorato due volte)[5]
- Henry Ford (30 luglio 1938).[6][7][8]
- Sven Hedin, esploratore svedese (19 febbraio 1940)
- Rudolf Walden, ministro della difesa finlandese
- Oberst Höfner, Luftwaffe (1943)
- Maresciallo d'Italia Ugo Cavallero
- Generale Alessandro Pirzio Biroli, Italia
- Roberto Farinacci, Italia
- Guido Bonato Fabris, Italia
- Francesco Priolo, Italia (1938), luogotenente generale MVSN - Comando generale MVSN Roma
- Antonio Maraini, Italia (1937), segretario generale della Biennale di Venezia
- Pridi Banomyong, artefice della costituzione in Thailandia
- Eugenio Bertuetti, giornalista Gazzetta del Popolo di Torino

Altre classi
Numero di concessioni sconosciuto.
- Generale Olof Thörnell, comandante supremo delle forze armate svedesi (7 ottobre 1940).[2]
- Giovanni Gentile, Cavaliere di II classe dell'Ordine dell'Aquila Tedesca (luglio 1940).
- Emil Kirdof, direttore del Gelsenkirchen industrial consortium (da Hitler l'8 aprile 1937).
- Thomas J. Watson, IBM, 1937. Presidente della Camera Internazionale del Commercio nel 1937
- Charles Lindbergh, Cavaliere con Stella dal 19 ottobre 1938
- James Mooney, capo esecutivo della General Motors per le operazioni oltre Atlantico, Cavaliere di I Classe
- Ugo Conte, Cavaliere di II Classe dal 16 dicembre 1938
- Lotta Svärd capo finlandese dell'organizzazione Fanni Luukkonen, Cavaliere con Stella (19 maggio 1943). Fu l'unica donna non tedesca a ricevere l'onorificenza.